# Episodi di The Wide Country
La prima e unica stagione della serie televisiva The Wide Country è andata in onda negli Stati Uniti dal 20 settembre 1962 al 25 aprile 1963 sulla NBC.
| nº | Titolo originale                | Prima TV USA      |
| -- | ------------------------------- | ----------------- |
| 1  | The Royce Bennett Story         | 20 settembre 1962 |
| 2  | A Guy for Clementine            | 27 settembre 1962 |
| 3  | Journey Down a Dusty Road       | 4 ottobre 1962    |
| 4  | Who Killed Edde Gannon?         | 11 ottobre 1962   |
| 5  | What Are Friends For?           | 18 ottobre 1962   |
| 6  | Straightjacket for an Indian    | 25 ottobre 1962   |
| 7  | Our Ernie Kills People          | 1º novembre 1962  |
| 8  | A Devil in the Chute            | 8 novembre 1962   |
| 9  | The Girl in the Sunshine Smile  | 15 novembre 1962  |
| 10 | Tears on a Painted Face         | 29 novembre 1962  |
| 11 | The Bravest Man in the World    | 6 dicembre 1962   |
| 12 | Good Old Uncle Walt             | 13 dicembre 1962  |
| 13 | My Candle Burns at Both Ends    | 20 dicembre 1962  |
| 14 | Memory of a Filly               | 3 gennaio 1963    |
| 15 | Step Over the Sky               | 10 gennaio 1963   |
| 16 | A Cry from the Mountain         | 17 gennaio 1963   |
| 17 | Don't Cry for Johnny Devlin     | 24 gennaio 1963   |
| 18 | Speckle Bird                    | 31 gennaio 1963   |
| 19 | The Man Who Ran Away            | 7 febbraio 1963   |
| 20 | Whose Hand at My Throat?        | 14 febbraio 1963  |
| 21 | The Judas Goat                  | 21 febbraio 1963  |
| 22 | To Cindy, with Love             | 28 febbraio 1963  |
| 23 | The Quest for Jacob Blaufus     | 7 marzo 1963      |
| 24 | Farewell to Margarita           | 21 marzo 1963     |
| 25 | The Girl from Nob Hill          | 28 marzo 1963     |
| 26 | Yanqui, Go Home!                | 4 aprile 1963     |
| 27 | The Lucky Punch                 | 18 aprile 1963    |
| 28 | The Care and Handling of Tigers | 25 aprile 1963    |

## The Royce Bennett Story
- Prima televisiva: 20 settembre 1962

### Trama
- Guest star: Barbara Stuart (Hilda), John Daheim (Dude), Steve Forrest (Royce Bennett), Jacqueline Scott (Ella Bennett), Bill Mumy (David Bennett), Sandy Kenyon (Walt), Dayton Lummis (dottor Willis Burroughs), Jon Locke (Eddie), Morgan Jones (annunciatore rodeo), Leonard P. Geer (giudice rodeo)

## A Guy for Clementine
- Prima televisiva: 27 settembre 1962

### Trama
- Guest star: Rosemary Murphy (Sabina), Richard Collier (impiegato), Joyce Bulifant (Clemmy), Noah Beery Jr. (Barney Hamfin), Jim McMullan (Spence Roebuck), Edmund Glover (ministro religioso), Mary Grace Canfield (Organist), Edward Holmes (impiegato), William Kerwin (Henry)

## Journey Down a Dusty Road
- Prima televisiva: 4 ottobre 1962

### Trama
- Guest star: Pitt Herbert (Luther Niles), Jonathan Hole (Henry Meyers), Wallace Ford (Dad Perry), Nellie Burt (Gram Perry), Roger Mobley (Billy-Joe Perry), Sam Edwards (Paul Perry), Robert Cornthwaite (Rev. Raymond Hill), Jean Inness (Stella Barnes), Nesdon Booth (Clyde Grainget)

## Who Killed Edde Gannon?
- Prima televisiva: 11 ottobre 1962

### Trama
- Guest star: Ella Ethridge (Mrs. Gannon), Charlita (Manny), Russell Johnson (Arn McHugh), Ed Nelson (Paul Corbello), Charles Aidman (John Nieman), Joyce Van Patten (Nina Corbello), Shirley Ballard (Fay McHugh), Stanley Adams (George Root), Eddie Ryder (Tom Weiss), Alejandro Rey (Manny)

## What Are Friends For?
- Prima televisiva: 18 ottobre 1962

### Trama
- Guest star: Larry J. Blake (agente di polizia in ufficio), David McMahon (uomo), James Westerfield (sceriffo Barney Morse), Woodrow Parfrey (Stanley P. Mattox Jr.), Jerome Cowan (Ben Stanton), Jay Novello (Julio Perez), Addison Richards (presidente), Joan Patrick (Ruth Baker), Edward Colmans (Carlos Ramierz), Paul Maxey (Ty Grant), Hal Baylor (vice Burt Carter)

## Straightjacket for an Indian
- Prima televisiva: 25 ottobre 1962

### Trama
- Guest star: Lory Patrick (Georgina), Howard Wendell (dottore Stackerly), Claude Akins (Bullriver), Howard McNear (Agent Carmody), Ray Teal (Mgr. Harry Kemper), L.Q. Jones (Whicker), Alvy Moore (Rex), Edmund Vargas (Calfwhistle), Johnny Coons (turista)

## Our Ernie Kills People
- Prima televisiva: 1º novembre 1962

### Trama
- Guest star: Ken Drake (Lester), Tom Monroe (Duty Officer), Richard Jordan (Ernie Stannard), Don Collier (detective Sgt. Van Anda), John Litel (Fred Winkler), Barbara Parkins (Sharon Crosley), Ted de Corsia (Henry McMath), Frank Wilcox (Larry Stannard), Willis Bouchey (giudice Spencer), Gary Corbitt (Bruce Collier), Dick Gering (Gordon Heath), Jody Fair (Myrna), Vic Werber (Keller), Irene Hervey (Dorothy Stannard)

## A Devil in the Chute
- Prima televisiva: 8 novembre 1962

### Trama
- Guest star: Roger Torrey (Pee Wee), Bing Russell (Chelsey Burroughs), Michael Ansara (Jay Brenner), Coleen Gray (Gypsy Laveau), Donald Losby (Tommy Laveau), Ray Teal (Frank Higgins), Vic Perrin (padre), Dee Carroll (madre), Dick Wessel (barista), Billy E. Hughes (Jay)

## The Girl in the Sunshine Smile
- Prima televisiva: 15 novembre 1962

### Trama
- Guest star: I. Stanford Jolley (Woody), Russ McCubbin (Mort Lamson), Ray Walston (Arthur Callan), Anne Helm (Jenny Callan), Lyle Talbot (Wilt Marlowe), Peter Leeds (Vince Dekker), Don 'Red' Barry (Roy), Glenell Holly (Pearl)

## Tears on a Painted Face
- Prima televisiva: 29 novembre 1962

### Trama
- Guest star: Dean Williams (Phil), Jan Arvan (Doc), Dan Duryea (Willie Xeno), Charles Robinson (Chris Xeno), Carole Wells (Holly), Steve Brodie (Artie Devan), Ray Teal (Frank Higgins), Slim Pickens (Slim Walker)

## The Bravest Man in the World
- Prima televisiva: 6 dicembre 1962

### Trama
- Guest star: Ted de Corsia (Voice of Capt. Ainslee (voice), Yvonne Craig (Anita Callahan), Ray Danton (Warren Price), Peggy McCay (Mildred Price), Ford Rainey (Mike Callahan), Harold Fong (Lorenzo), Bob Steele (capitano Ainslee), Jerry Gatlin (Vern), Jay Novello

## Good Old Uncle Walt
- Prima televisiva: 13 dicembre 1962

### Trama
- Guest star: Patty McMains (Janey), Frank London (Robb), Edgar Buchanan (zio Walt Guthrie), Lurene Tuttle (Mrs. Sturgis), Walter Burke (Tim Mayhew), Alan Hale Jr. (Wilbur Yort), Read Morgan (Ed Squires), Theona Bryant (Doris), Stacy King (Auris)

## My Candle Burns at Both Ends
- Prima televisiva: 20 dicembre 1962

### Trama
- Guest star: Berniece Dalton (2nd Nurse), Audrey Swanson (1st Nurse), Laura Devon (Valerie Moore), Roy Roberts (George Frazier), David McMahon (Jimmy), Clyde Howdy (cowboy), Carl Benton Reid (dottor Dorfman)

## Memory of a Filly
- Prima televisiva: 3 gennaio 1963

### Trama
- Guest star: Elizabeth Thompson (infermiera), Olan Soule (impiegato dell'hotel), Ronnie Haran (Cally Walker), Richard Hale (vecchio Bilbo), Harry Raybould (Orval Caruthers), Slim Pickens (Slim Walker)

## Step Over the Sky
- Prima televisiva: 10 gennaio 1963

### Trama
- Guest star: Victor Jory (Johnny Prewitt), Diane Ladd (Alma Prewitt), Robert Brubaker (Sam Wagoner)

## A Cry from the Mountain
- Prima televisiva: 17 gennaio 1963

### Trama
- Guest star: Karyn Kupcinet (Barbara Rice), Diane Sayer (June Gladen), Jacques Aubuchon (Mikla Szradna), Brad Weston (vice Lyon), Anthony Ray (Stan Simpson), James Caan (Buddie Simpson)

## Don't Cry for Johnny Devlin
- Prima televisiva: 24 gennaio 1963

### Trama
- Guest star: Paul Birch (Grady), Paul Harmon (Elmer), Jim McMullan (Johnny Devlin), R.G. Armstrong (Charlie Devlin), Jody Fair (Maureen), Lyle Talbot (Harry Keating), Slim Pickens (Slim Walker)

## Speckle Bird
- Prima televisiva: 31 gennaio 1963

### Trama
- Guest star: Warren James (giudice), Henry Hunter (dottore), Forrest Tucker (Lynn Horn), Chris Robinson (Gabriel Horn), Maidie Norman (Vera), Ray Teal (Frank Higgins), Ted de Corsia (sceriffo), Ray Montgomery (Deputy), Maggi Lou Pickens (Joey), Slim Pickens (Slim Walker), Kenneth MacDonald (dottore)

## The Man Who Ran Away
- Prima televisiva: 7 febbraio 1963

### Trama
- Guest star: Olan Soule (Tim), Katie Sweet (Polly Lund), Mala Powers (Georgia Lund), John Doucette (detective Sgt. Palmer), Jay Lanin (Robert Lund), Frank Ferguson (Hackett), Quinn K. Redeker (detective John Kelso), Slim Pickens (Slim Walker)

## Whose Hand at My Throat?
- Prima televisiva: 14 febbraio 1963

### Trama
- Guest star: Dean Williams (Cowpoke), Dennis McCarthy (dottor Friend), Eduard Franz (dottor Carl Lukins), John Qualen (dottor Henry Demeter), Erika Peters (Ilona Lukins), Virginia Gregg (Alice Bearing), Jennifer Gillespie (Bebe Bearing), Paul Newlan (Eugene Walston)

## The Judas Goat
- Prima televisiva: 21 febbraio 1963

### Trama
- Guest star: Nesdon Booth (barista), Robert Kenneally (Jess), Eddie Albert (Duke Donovan), Christine White (Angel Donovan), Kent Smith (John 'Jack' Edgecomb), Jack Cassidy (Jerry Manning), Doodles Weaver (Jones), Bert Freed (Gov. Leroy Martin)

## To Cindy, with Love
- Prima televisiva: 28 febbraio 1963

### Trama
- Guest star: Willa Pearl Curtis (cameriera), Barbara Pepper (cameriera), Patty Duke (Cindy Hopkins), Lonny Chapman (Chuck Martin), Noah Keen (Mr. Hopkins), Dorothy Green (Mrs. Hopkins), Vaughn Taylor (dottor Jones)

## The Quest for Jacob Blaufus
- Prima televisiva: 7 marzo 1963

### Trama
- Guest star: Art Lewis (Skelly), Jim Bannon (Red Pickens), Peter Whitney (Amos Blaufus), David Macklin (Jacob Blaufus), Diane Mountford (Hildy Blaufus), Marjorie Reynolds (Katy Blaufus), Norman Leavitt (Ike Bieler), Conlan Carter (Tex Bannerman), John Banner (dottore), Dick Myers (cowboy)

## Farewell to Margarita
- Prima televisiva: 21 marzo 1963

### Trama
- Guest star: Edward Holmes (tassista), Charles Fredericks (barista), BarBara Luna (Margarita Diaz), Frank Puglia (Papa Viejo), Vito Scotti (Carlos), Pedro Gonzalez Gonzalez (conducente del bus), Mario Magana (Poyito), Martin Garralaga (padre Perez), Kathryn Card (Motel Manager), Rodolfo Hoyos Jr. (Club Owner), Joan Connors (1st Girl), David Renard (Man in the Bar)

## The Girl from Nob Hill
- Prima televisiva: 28 marzo 1963

### Trama
- Guest star: Doris Lloyd (zia Cora), Alex Bookston (proprietario), Kathryn Hays (Lila Never), Olive Sturgess (Bibsy), Carol Byron (Jane), Frank Aletter (Mott), Gene Blakely (Matt Hartshorn), Rayford Barnes (Ed Yost), Slim Pickens (Slim Walker), Jonathan Hole (impiegato), Les Tremayne (Mr. Never)

## Yanqui, Go Home!
- Prima televisiva: 4 aprile 1963

### Trama
- Guest star: Ralph Manza (Lupo), Allegra Varron (Tia Marguerita), Ellen Madison (Leta), Miguel Ángel Landa (Carlos), Don Durant (Bonhamn), Henry Corden (Herrero), Than Wyenn (padre Lugarte), David Renard (Eusebio)

## The Lucky Punch
- Prima televisiva: 18 aprile 1963

### Trama
- Guest star: Nolan Leary (dottor Morton), Kenneth Becker (Thad Cooper), Bruce Yarnell (Tom Kidwell), Audrey Dalton (Nancy Kidwell), Gene Lyons (Jack Higby), Karl Lukas (Turk Samuels), Ken Lynch (Fred Spears), Barbara Parkins (Billie Kidwell), Dick Myers (Rodeo Hand)

## The Care and Handling of Tigers
- Prima televisiva: 25 aprile 1963

### Trama
- Guest star: Jimmy Joyce (Soda Fountain Clerk), Kasey Rogers (Irma), Anthony George (Edward Garner), William Bramley (Mike Knudsen), Barry Kelley (Gunner Borg), Harry Harvey (John Tench), Brendan Dillon (Coppy Donovan), Ted Eccles (David Garner), Noam Pitlik (Pete Alvord), Richard Garland (Ash Talton), Francis De Sales (capitano di polizia), Barbara Mansell (Winifred Garner)